# Turnverein Seckbach 1875
Der Turnverein Seckbach wurde am 9. Juni 1875 in der selbständigen Landgemeinde Seckbach im ehemaligen Kurfürstentum Hessen gegründet, das nach dem 1866 verloren gegangenen Preußisch-Österreichischen Krieg durch Preußen annektiert war. Seit dem 1. Juli 1900 ist Seckbach ein Stadtteil von Frankfurt am Main. Der Verein wurde insbesondere als Deutscher Meister im Handball, als Veranstalter internationaler Faustball-Turniere und als jährlicher Organisator des leichtathletischen Frankfurter Bergsportfestes, des Lohrbergfestes, bekannt. Beim Handball bildet der Verein eine Spielgemeinschaft mit Eintracht Frankfurt.

## Vereinsbezeichnung
Hinsichtlich der Schreibweise des Vereinsnamens ist Turnverein Seckbach 1875 e. V. die offizielle eingetragene Bezeichnung. Weiterhin sind die Abkürzungen Turnverein Seckbach 1875, TV Seckbach 1875, TV Seckbach, TVS 1875 und TVS gebräuchlich. In früheren Jahrzehnten war es üblich, die Kürzel T. V. bzw. T. V. S. mit Punkten zu versehen.

## Vereinswappen

Seckbacher Gemeindewappen mit grüner Wolfsangel

Das Wappen des TVS zeigt neben den vier F eine so genannte Wolfsangel, ein grausames Jagdgerät und eine heraldische Figur des Mittelalters, die auf Grenzsteinen der Seckbacher Gemarkung gefunden wurde. Sie ist jedoch nicht spezifisch für Seckbach, da sie in vielen Familien- und Gemeindewappen verwendet wird. Die Umschrift des Vereinswappens besteht aus dem Namen des Vereins und dem Gründungsjahr. Farbgebung, Form, Typographie und Graphik des Wappens wurden nachhaltig und graphisch unprofessionell verändert und entsprechen daher nicht mehr dem historischen Original. Heute sind die Typographie, ein umlaufender Rahmen und abweichend vom Original sogar die vier F in schwarz ausgeführt, die unerlaubterweise modifizierte Wolfsangel in rot, alles auf weißem Grund. Früher war die Wolfsangel in grün ausgeführt. Die Farbe wurde aus diesem Grund auch als Vereinsfarbe und für Mannschaftstrikots (grün-weiß) verwendet, heute ist sie im Wappen nicht mehr vertreten. Gleiches gilt für den silbernen Farbton, der eigentlich anstelle des weißen Hintergrundes des Wappens geführt werden müsste, um die Analogie zum Seckbacher Gemeindewappen herzustellen. Die 4 F sind dem Turnerkreuz entlehnt, stellen auf dem Vereinswappen jedoch keines dar, da dieses Logo durch die Wolfsangel geteilt bzw. zerrissen wird. Der Vereinsname ist auf dem Vereinswappen nicht korrekt wiedergegeben, aufgrund seiner Anordnung auf dem Wappen und der Leserichtung von links nach rechts sowie von oben nach unten entspricht er nicht der offiziellen Bezeichnung des Vereins. Sehr problematisch ist auch der Umstand, dass das Vereinswappen in verschiedenen Versionen kursiert.
Die Wolfsangel steht auf der Liste verbotener rechtsextremer Zeichen und Symbole und darf nach § 86a StGB in der Bundesrepublik Deutschland auch in abgewandelter Form nicht verwendet oder öffentlich gezeigt werden. Historische Gemeinde- und Vereinswappen mit dem Symbol der Wolfsangel sind von diesem Verbot allerdings nicht betroffen. Modifizierende Bearbeitungen hingegen, die der historischen Darstellung der betreffenden Gemeinde- und Vereinswappen nicht entsprechen sowie aus dem historischen Kontext gelöste Abbildungen der Wolfsangel werden strafrechtlich verfolgt. Das vom Verein geführte Vereinswappen ist daher in diesem Sinne illegal.

## Geschichte

### 1875–1918

Frisch, fromm, fröhlich, frei! Turnerkreuz frei nach Friedrich Ludwig Jahn

Gründungsmitglieder waren elf Personen; zum ersten Vorsitzenden des neuen Vereins wurde Carl August Schneider gewählt. Die Übungsstunden fanden damals allabendlich unter der Leitung des ersten Vorturners Sebastian Bender statt. Man traf sich auf dem selbst eingerichteten Turnplatz an der Schulstraße (heute Hochstädter Straße), wo es ein Reck, einen Kletterbaum und eine Ringschaukel gab. 1878 beschloss man die Gründung einer Abteilung Singen, die bis 1890 Bestand hatte, dann jedoch mit einem Seckbacher Gesangverein fusionierte.
1882 stickten Mädchen und Frauen eine aufwendig bestickte Vereinsfahne Gewidmet von Jungfrauen, die noch heute existiert. Neben dem Wahlspruch Gut Heil dem deutschen Vaterlande, dem wir geeint zum festen Bande und dem Vereinsnamen mit Gründungsjahr findet sich auf dieser Fahne das Turnerkreuz, ein heraldisches Gammadium, das aus vier teils horizontal und vertikal gespiegelten Buchstaben „F“ in Versalien gebildet wird. Im Original ist dieses Logo immer rot auf weißem Grund, da es bewusst die hessischen Landesfarben übernommen hat, die gleichzeitig auch die Farben der Stadt Frankfurt am Main sind. Das Turnerkreuz greift das Motto des Turnvaters Friedrich Ludwig Jahn auf, das zum Turner-Wahlspruch geriet:

„Frisch ans Werk,

fromm im Glauben an die Gemeinnützigkeit und Wertbeständigkeit des Schaffens,

fröhlich untereinander,

frei und offen in allem Handeln.“

Kurzform: Frisch, fromm, fröhlich, frei.
Dieses Turnerkreuz ist visuell sehr oft stark an das 1813 vom preußischen König gestiftete Eiserne Kreuz bzw. das noch ältere Balkenkreuz oder Tatzenkreuz des Deutschen Ordens und der deutschen und preußischen Streitkräfte, aber auch an das christliche Kreuz angelehnt und erinnert demzufolge daran. Beim Turnen gibt es Bezüge zu Burschenschaften und zur Revolution 1848/49. Eindeutig militärische Bezüge sind beispielsweise durch Details auf der TVS-Vereinsfahne ebenso wie auf dem Cover der TVS-Jubiläumsfestschrift von 1925 zu erkennen.
Der Wahlspruch Gut Heil dem deutschen Vaterlande nimmt unmittelbar Bezug auf die vorangegangene Gründung des Deutschen Reiches am 18. Januar 1871. Deutsch-nationale Motivation sowie körperliche Ertüchtigung und der sportliche Gemeinschaftsgedanke für den militärischen Einsatz waren immer Triebfeder für die Gründung von Turnvereinen. Geblieben ist davon insbesondere das Gerätturnen. Erst die soziale Bewegung um die Jahrhundertwende wandelte die Turnvereine allmählich in die Sportvereine heutiger Prägung, die sich dem Social Networking, dem sportlichen Leistungsprinzip und dem Breitensport angenähert haben. Anfangs jedoch standen die Turner dem modernen Sport und der Internationalisierung ablehnend gegenüber, empfanden die Entwicklung als undeutsch und fremdländisch. Das Turnen wird heute ganz selbstverständlich als integraler Bestandteil des Sports verstanden. Gleichwohl ist das Turnen in Deutschland ein Ursprung des heutigen Sports.
Im Jahr 1900 feierte der TVS sein 25-jähriges Bestehen und gab eine Festschrift heraus. Im gleichen Sommer wurde die Landgemeinde Seckbach zu Frankfurt am Main eingemeindet. 1903 wurde der Turnverein Seckbach in das Vereinsregister des Frankfurter Amtsgerichts eingetragen. Am 1. Januar 1905 trat der TVS als zehnter Verein dem Turngau Frankfurt bei.
Am 12. Juni 1908 beteiligte sich der TVS an der Generalprobe des Festzuges der Frankfurter Turner im Vorfeld des von der Deutschen Turnerschaft (DT) organisierten 11. Deutschen Turnfestes am 18. Juli.
1910 eroberten die Frauen den Verein – die erste weibliche Turnerriege wurde aktiv. Bis zu diesem Zeitpunkt hatte die Damenwelt in der Männerdomäne Turnen kaum mehr als eine dekorative Funktion. Bei besonderen Anlässen traten die Damen lediglich als weiß gekleidete so genannte Ehrenjungfrauen mit Blumenkranz im Haar öffentlich auf, wirkten ansonsten jedoch vornehmlich im Hintergrund, bestickten beispielsweise Wimpel und Fahnen, wanden Lorbeerkränze für Wettkampfsieger und wuschen die Sportbekleidung. 1914 begann der Erste Weltkrieg (1914–1918), viele der Aktiven kamen an die Front, der Turnbetrieb wurde eingestellt. Nach Kriegsende 1918 trauerte der Verein um 17 gefallene Mitglieder.

### 1919–1933
Am 5. Januar 1919 fand die erste Generalversammlung nach dem Krieg statt. 1920 erwarb der Verein einen Tanzsaal in der Straße Am Schießrain, durch den das Vereinsleben starken Auftrieb erhielt, da es nun weit weniger vom Wetter und von Zusammenkünften in Gastwirtschaften abhängig war. 1921 wurde die Handballabteilung gegründet, eine Reminiszenz an die erst 1917 in der heutigen Form entstandene Sportart Handball. Ab 1922 wurde das Turnen im Deutschen Reich organisatorisch vom übrigen Sport klar getrennt, im gleichen Jahr aber fand in Leipzig am Völkerschlachtdenkmal das erste Deutsche Arbeiter-Turn- und Sportfest mit 100.000 Teilnehmern statt. Zum ersten Mal in der Vereinsgeschichte, also nach immerhin 47 Jahren wechselte der Vorsitz an Konrad Henrich.
Am 15. Juni 1924 gewann der Turnverein Seckbach 1875 die Deutsche Handball-Meisterschaft der Deutschen Turnerschaft (DT) in Leipzig; damals handelte es sich noch um Feldhandball.

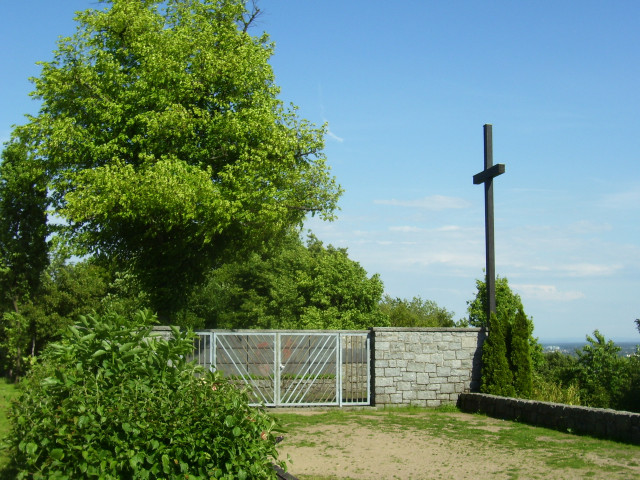
Vorplatz und Eingang zum Ehrenmal für die Seckbacher Gefallenen der Weltkriege im Lohrpark auf dem Lohrberg, in dem auch ehemaliger TVS-Mitglieder gedacht wird

Ab 1925 wurden an den deutschen Universitäten Institute für Leibeserziehung eingerichtet, der Studentensport und die Sportlehrerausbildung gewannen an Profil. Der TV Seckbach beging in diesem Jahr sein 50. Jubiläum und veranstaltete unter anderem einen großen Festumzug durch den Stadtteil. Der Vorstand dankte aus dem feierlichen Anlass „allen denen, die ihre Kraft einsetzen zur Pflege deutschen Volksbewusstseins und Ertüchtigung zu neuem, leistungsfähigen Geschlecht“. In Anlehnung an Goethes Trias „Dem Wahren, Schönen, Guten“ (aus Johann Wolfgang Goethes Epilog zu Friedrich Schillers Glocke, gleichzeitig Inschrift am Dachfries der Alten Oper Frankfurt), rief der Vorstand zum Abschluss seiner Ausführungen dazu auf:

„Wer Freude hat am Guten, Wahren, Schönen, darf nicht beim Turnen fehlen.“

Der Vereinsvorstand nahm 1930 an der Einweihung des errichteten Ehrenmales für die Seckbacher Gefallenen auf dem Lohrberg teil. Auf fünfzehn Metalltafeln finden sich hier auch die Namen der gefallenen TVS-Mitglieder.
Im Jahr 1932 wurde die Faustballabteilung gegründet, in der sich zunächst die Damen tummelten. Faustball ist eines der Turnspiele, die der Sportart Turnen zugerechnet werden.

### 1933–1945
Die Turn- und Sportvereine wurden im Rahmen der vormals monarchistisch geprägten Deutschen Turnerschaft nahtlos in die Organisation des nationalsozialistischen Machtsystems eingegliedert. Dabei half das völkisch-nationale Selbstverständnis der Turner, ganz im Gegensatz zu dem politisch eher links orientierten Arbeiter-Turn- und Sportbund (ATB) und konfessionellen Organisationen, die 1933 bzw. 1935 verboten wurden.
Nach dem 30. Januar 1933 wurden in ganz Deutschland jüdische Mitglieder aus den Turnvereinen geworfen. Bis zu diesem Zeitpunkt waren lediglich drei bis vier Prozent der jüdischen Bevölkerung in jüdischen Vereinen organisiert. Nach den Hinauswürfen stieg die Mitgliederzahl der jüdischen Vereine entsprechend deutlich an. Im Vorfeld der Olympischen Spiele von 1936 erlaubten die NS-Machthaber den jüdischen Sportlern teilweise eine aktive Teilnahme, sofern sie über einen entsprechenden Bekanntheitsgrad bzw. den erforderlichen Leistungsstand verfügten. Dabei ging es in erster Linie um den Eindruck vor der internationalen Öffentlichkeit. Man wollte die Juden-Diskriminierung und -verfolgung noch verschleiern.
Im Jahr 1934 entstand der Deutsche Reichsausschuss für Leibesübungen (DRAfL), dem die Turn- und Sportverbände als Fachämter unterstellt wurden. 1938 wurde der DRAfL in Nationalsozialistischer Reichsbund für Leibesübungen (NSRL) umbenannt. Nach Einführung des Reichsflaggengesetzes vom 15. September 1935 (RGBl. I S. 1145) übernahmen alle deutschen Turnvereine das von den Nationalsozialisten gebrauchte Hakenkreuz als einziges Symbol, wodurch die Nutzung der alten Vereinsfahnen mit Turnerkreuz verboten wurde.
Für Kinder und Jugendliche boten die Nationalsozialisten mehr und mehr Alternativen zur bisher weitgehend individuell und frei gestalteten Freizeit: für die 10- bis 13-jährigen Jungen und Mädchen im Deutschen Jungvolk (DJ) bzw. Jungmädelbund (JM), ab 14 Jahren in der Hitlerjugend (HJ) bzw. im Bund Deutscher Mädel (BDM). Insbesondere der Sportbetrieb für Kinder und Jugendliche wurde demzufolge in den Vereinen zurückgedrängt. Körperliche Ertüchtigung erhielt bei den Nazis eindeutig Vorrang vor geistiger Bildung, speziell bei den für den Kriegseinsatz vorgesehenen Jungen. Nach der Einführung der Wehrpflicht im Jahr 1935 wurde ab 1. Dezember 1936 die Mitgliedschaft in der HJ zur Pflicht. Ab 25. März 1939 konnten auch Zehnjährige gegen den Willen der Eltern polizeilich zur aktiven Mitgliedschaft im Jungvolk gezwungen werden. Für die meisten Kinder und Jugendlichen war diese staatlich organisierte Freizeit jedoch attraktiv, knüpfte sie doch an die bis dahin angebotene Freizeitgestaltung der konfessionellen Jugendverbände, der Bündischen Jugend und der Sportvereine an. Die Opposition war dementsprechend gering; wer sich aus der so apostrophierten Volksgemeinschaft ausschloss, wurde ausgegrenzt und war Anfeindungen ausgesetzt.
Drittes Reich und Zweiter Weltkrieg sorgten im TVS für schwindende Mitgliederzahlen, der Krieg zudem für viele Opfer. Während des Krieges konnte der Vereinsbetrieb nicht aufrechterhalten werden.
Ab dem 21. September 1942 wurde die konfiszierte Vereinsturnhalle Am Schießrain 2 zweckentfremdet. In ihr wurden Zwangsarbeiter (in Nazi-Diktion: Fremdarbeiter) untergebracht, die für die Lurgi Apparatebaugesellschaft arbeiten mussten. Als gesichert darf die Unterbringung von 47 Russen und 7 Polen gelten, andere Quellen erwähnen auch Franzosen. Mindestens ein bei Lurgi beschäftigter Zwangsarbeiter ist in der Tötungsanstalt Hadamar ermordet worden. 1943/1944 wurde die Turnhalle während der Luftangriffe auf Frankfurt am Main zerstört. Auf diese Vergangenheit der vereinseigenen Halle weist der TVS bis heute nicht hin.
Nach Kriegsende 1945 wurden alle deutschen Sportvereine von den Hauptsiegermächten verboten, sie galten als Instrumente nationalsozialistischer Ideologie. Wieder- und Neugründungen waren jedoch auf Antrag möglich und wurden entsprechend kontrolliert, die Satzungen der Vereine ggf. revidiert.

### 1945–1975

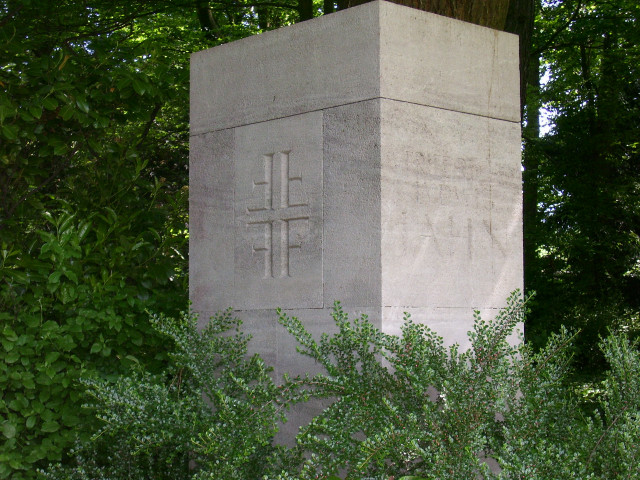
Friedrich-Ludwig-Jahn-Denkmal im Lohrpark auf dem Lohrberg, eingeweiht am 31. Mai 1953 durch Oberbürgermeister Walter Kolb und Lohrbergfest-Koordinator Karl Zscherneck vom TVS

Von 1945 bis 1950 waren regelmäßige sportliche Aktivitäten und ein geregeltes Vereinsleben nicht möglich. Dem entgegen standen die Lebensbedingungen der unmittelbaren Nachkriegszeit, die Zerstörungen und die vielen Kriegstoten. 1948 wurde in der Ostzone der Deutsche Sportausschuß (DS) gegründet, die westliche Trizone war noch nicht so weit. 1950, nach Gründung der Bundesrepublik, wurde der Deutsche Sportbund (DSB) (heute Deutscher Olympischer Sportbund) gegründet.
Ab 1947 wurde die Vereinsturnhalle Am Schießrain in Eigenleistung unter schwersten Bedingungen wiederaufgebaut und konnte am 27. Juni 1949, also kurz nach der Gründung der Bundesrepublik, eingeweiht werden. Im TVS reaktivierte sich das Vereinsleben mit Handball, Turnen und Gymnastik. Neuer Vorsitzender war Adolf Zorbach, schon 1950 folgte Jean Zeiß. Oberbürgermeister Walter Kolb stiftete zum 50. Vereinsjubiläum einen Barren für das Gerätturnen. Eine Festschrift wurde publiziert, die Abteilung Tischtennis und die Karnevalabteilung Die Meckerer entstanden. Die Turnhalle wurde ab 1950 für knapp eineinhalb Jahrzehnte mangels eigener Halle auch von den Schülern der Zentgrafenschule für den Sportunterricht genutzt. Bis heute ist die Vereinsturnhalle Am Schießrain 2 nebst Grundstück und Parkplatz im Besitz des TVS, wird für den Sport, als Geschäftsstelle, für vereinsinterne und öffentliche Veranstaltungen genutzt, nicht zuletzt durch die Karnevalisten Die Meckerer.
Nach dem Frankfurter Turnfest 1948 wurde der 5. August 1950 auf Initiative von OB Kolb die Geburtsstunde einer neuen Großveranstaltung, des Frankfurter Bergsportfestes. Den Auftrag zu dessen Durchführung erteilte Kolb dem Turnverein Seckbach 1875, der sich mit dem Sportamt Frankfurt abstimmte. Das erste Lohrbergfest fand 1951 auf Frankfurts 185 Meter hohem Hausberg, dem Lohrberg, statt. Koordinator des Lohrbergfestes wurde das Vereinsmitglied Karl Zscherneck. Der Name Lohrbergfest lehnt sich direkt an das bereits seit 1844 stattfindende Feldbergfest an, das erste deutsche Bergsportfest überhaupt.
Am 31. Mai 1953, anlässlich des 3. Lohrbergfestes, weihten OB Kolb und Karl Zscherneck das Friedrich-Ludwig-Jahn-Denkmal zu Ehren des Turnvaters an der großen Wettkampffläche im Lohrpark ein. 1956 und 1958 errangen Seckbacher Mädchen erstmals Lohrbergfest-Siege.

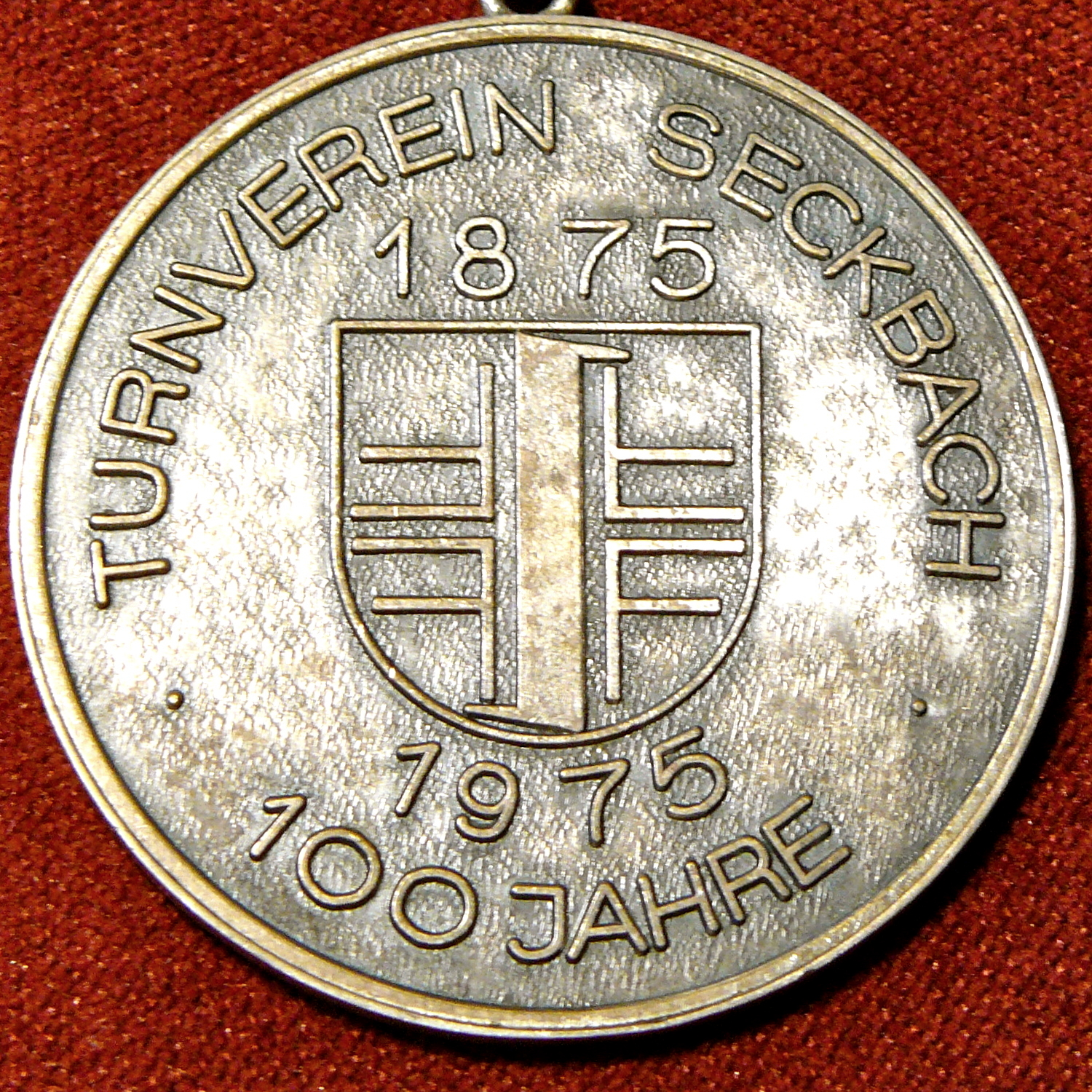
Rückseite der Plakette 100 Jahre Turnverein Seckbach 1875 mit modifiziertem Vereinswappen

1960 wurde Karl Zscherneck zum 1. Vorsitzenden des Vereins gewählt. 1961 erschien die erste Ausgabe der Vereins-Mitteilungen, ein hektographiertes Periodikum, das die Mitglieder seitdem über die Vereinsaktivitäten informiert. Ab 1964 konnte die neu errichtete Einfeld-Turnhalle der Zentgrafenschule auch vom TVS genutzt werden. 1965 wurde Karl Schäfer Vorsitzender des Vereins, Karl Zscherneck organisierte weiterhin das Lohrbergfest.
1971 feierte die Handballabteilung ihr 50. Bestehen und gab aus diesem Anlass eine eigene Festschrift heraus. Nach wie vor kommt darin der Stolz auf die 1924 errungene deutsche Meisterschaft (DT) zum Ausdruck. 1974 wurde die Volleyball-Abteilung gegründet.
Zum 100. Jubiläum im Jahr 1975 gab es im Verein acht Abteilungen (Faustball, Gymnastik, Handball, Karneval, Leichtathletik, Tischtennis, Turnen, Volleyball). Für den feierlichen Anlass wurden diverse Highlights wie ein Internationales Faustballturnier geschaffen, eine Festschrift wurde aufgelegt, eine Gedenkplakette geprägt. Die Rückseite der Plakette zeigt die Wolfsangel spiegelverkehrt und illegal modifiziert (§ 86a StGB), die Vorderseite das Rathaus Seckbach mit einem umlaufenden, goldfarbenen, stilisierten Lorbeerkranz. Traditionell gab es einen großen Umzug der Abteilungen durch den Stadtteil, erstmals auch durch das Neubaugebiet am Atzelberg. Das 25. Jubiläum des Lohrbergfestes fand auch 1975 statt, eine eigene Festschrift wurde jedoch nicht erstellt.

### 1975–2000
Das vom TVS auf der Bezirkssportanlage Seckbach-Süd in der Hochstädter Straße organisierte internationale Faustball-Turnier führte ab 1975 immer wieder Mannschaften aus Deutschland und den Nachbarländern in den Stadtteil. Faustball-Turniere finden seit Jahren auch beim Lohrbergfest statt.
1977 war der Verein im Beisein des Oberbürgermeisters Walter Wallmann aktiv am Rahmenprogramm der feierlichen Eröffnung der neu errichteten Friedrich-Ebert-Schule am Huthpark in der Arolser Straße beteiligt und bot in deren Dreifeld-Sporthalle diverse Vorführungen. Die Schule zog aus ihrem alten Gebäude am Bornheimer Hang nach Seckbach. Die neue große Sporthalle war von da ab für den Stadtteil und den Verein ein Gewinn, stand in den ersten Jahren jedoch überwiegend den Frankfurter Großvereinen zur Verfügung, sehr zum Verdruss der ortsansässigen Vereine. Im TVS waren in dieser Zeit allein rund 200 Mädchen und 60 Jungen im Turnen aktiv, eine Herausforderung für Übungsleiter und knappes Raum- bzw. Trainingszeiten-Angebot.
Ab 1977 wurden die regelmäßig erscheinenden Vereins-Mitteilungen nicht mehr hektographiert, sondern erstmals im Kleinoffsetdruck erstellt, so dass der Abdruck von Fotos möglich wurde. Das Format wurde ab 1978 von DIN A4 auf A5 verkleinert.
Das Vereinsarchiv wurde gesichtet und neu strukturiert sowie um zahlreiche Exponate älterer Mitglieder und Ortsansässiger ergänzt, unter anderem im Hinblick auf eine geplante Ausstellung zum 1100. Jubiläum der ersten urkundlichen Erwähnung Seckbachs im Jahr 1980.
1978 wurde Heinz Bende Vorsitzender. Im gleichen Jahr wurde mit der Trampolingruppe unter Roland Bolliger eine Riege ins Leben gerufen, die sich zum Teil aus Mitgliedern der Jungen-Leistungsriege der Turnabteilung zusammensetzte, aber auch neue Mitglieder zum TVS zog. Neben dem Training bieten die 9- bis 19-jährigen Jungen dieser Gruppe bei diversen Veranstaltungen spaßige Performances. Eine erste Jugendfahrt führte im Herbst Mädchen und Jungen der Abteilungen Turnen und Leichtathletik in eine Jugendherberge in der Hohen Rhön. Eine Wandergruppe bildete sich unter Manfred Seeger und veranstaltete erste Wanderungen in der näheren Umgebung. 1979 wurde der erste Seckbacher Junge Lohrbergfest-Sieger, 1980 siegte er erneut.
Im Herbst 1979 wurde in dreimonatiger Eigenleistung ein zweigeschossiger Anbau der Turnhalle errichtet, um Geräten mehr Raum zu verschaffen. 1980 wurde die Halle selbst erweitert, neue Sanitär- und Umkleideräume wurden geschaffen. Ende der 1970er und Anfang der 1980er Jahre erlebte der Verein einen spürbaren Aufschwung, insbesondere durch den Zuwachs neuer Mitglieder aus den neu entstandenen Wohngebieten des Stadtteils.
1981 wurde die Abteilung Tanzsport ins Leben gerufen, die sich bevorzugt dem Gesellschaftstanz widmet. Im gleichen Jahr wurde auch Ski-Gymnastik ins Angebot des Vereins aufgenommen. 1982 bildete sich eine Ballspielgruppe, die bis heute bewusst abseits des Wettkampfbetriebes trainiert und spielt.
Der TVS wurde Ausrichter des „Frankfurter Olympia für Jedermann“ für die Frankfurter Stadtteile Bornheim, Riederwald und Seckbach sowie des Trimm-Trab-Projektes der AOK.
Während des Deutschen Turnfestes 1983 in Frankfurt am Main lag die Betreuung von 400 Teilnehmern in der Verantwortung des Turnvereins Seckbach 1875. Die Vereinsturnhalle Am Schießrain 2 wurde ein weiteres Mal erweitert und umgebaut.
1986 übernahm Klaus Bieringer den Vorsitz. 1988 gründete sich eine Kulturgruppe, die mit Kunstausstellungen, musikalisch untermalten Frühschoppen, Dia-Abenden, Lesungen und eigenen Veröffentlichungen auf sich aufmerksam macht und die Unterstützung des Kulturamtes der Stadt Frankfurt erhält. 1990 wurde aus dem ungewöhnlichen Anlass des 115. Jubiläums eine Festschrift aufgelegt.
Das 1993 von der Stadtverwaltung in ein Ehrenmal für Seckbacher Gefallene der Weltkriege umgewandelte Mahnmal im Lohrpark gedenkt auch ehemaliger Mitglieder des TVS. Ihrer wird am Tag der Befreiung am 8. Mai (1945) und anlässlich des Ewigkeitssonntags bzw. Totensonntags gedacht.
Von 1975 bis zur Jahrtausendwende nahm der Verein einen deutlichen Aufschwung mit einem Zuwachs von mehr als 500 Mitgliedern.

### 2000 bis heute
Zum 125. Jubiläum im Jahr 2000 bot der Turnverein Seckbach 13 Sportarten für alle Altersstufen und beide Geschlechter, daneben die Möglichkeit, sich karnevalistisch zu engagieren. Die Jubiläumsfestschrift firmiert unter der ungewöhnlichen Bezeichnung Jubiläumsausgabe. Ihr jeweils 50. Jubiläum feierten im gleichen Jahr die Tischtennis- und die Karnevalabteilung.
Im Jahr 2000 war auch das 50. Jubiläum des vom Verein ausgerichteten Frankfurter Bergsportfestes, des Lohrbergfestes. Eine Jubiläumsfestschrift wurde jedoch nicht publiziert, größere Medienresonanz blieb demzufolge aus. Im gleichen Jahr bildete sich eine Gruppe, die sich dem Trendsport Nordic Walking widmete.
Die Mitgliederzahlen sind seit 2002 kontinuierlich rückläufig. Sehr spät, erst im letzten Quartal des Jahres 2004, ging der Verein online und stellte seine Angebote und Informationen sukzessive ins Internet. Trotz eines Relaunch der Website im Jahr 2009 fehlt es jedoch bis heute an adäquaten Inhalten, an Tagesaktualität und an zeitgemäßen Möglichkeiten, dass sich die Mitglieder aktiv an den Web-Inhalten durch Umfragen, Kommentare und hochgeladene Artikel, Fotos und Videoclips beteiligen können.
Im Jahr 2008 wurde die 1964 errichtete Einfeld-Turnhalle der Zentgrafenschule abgerissen. Während der Bauphase der neuen Halle hatte der Verein bis Sommer 2010 mit Engpässen beim Training zu kämpfen. Initiativen, wegen des seit vielen Jahrzehnten bestehenden Mangels geräumiger öffentlicher Versammlungsräume in Seckbach an der Südseite des Bezirkssportplatzes Hochstädter Straße eine Multifunktionshalle zu errichten, scheiterten bislang.
Für das Internationale Deutsche Turnfest 2009, das vom 30. Mai bis 5. Juni in Frankfurt am Main stattfand, betreute der Turnverein Seckbach rund um die Uhr rund 600 auswärtige Teilnehmer in der Sporthalle der Friedrich-Ebert-Schule. An der großen Abschlussgala des IDTF in der Commerzbank-Arena (Waldstadion) nahmen Kinder und Jugendliche des TVS aktiv teil.
Im Jahr 2010 standen fünf Jubiläen an, die es zu feiern galt: insbesondere das 60. Jubiläum des Lohrbergfestes sowie das jeweils 60-jährige Bestehen der Tischtennis- und Karnevalabteilung. Die vereinseigene Turnhalle befindet sich seit 1920 in Vereinseigentum, also bereits 90 Jahre. 2010 erschien der 50. Jahrgang des durch Inserate finanzierte Periodikums „Vereins-Mitteilungen“, das früher zweimonatlich erschien, inzwischen jedoch nur noch quartalsweise erstellt wird. Digital wird es seit einiger Zeit auf der Website des TV Seckbach zum Herunterladen als PDF angeboten, die früheren Jahrgänge jedoch nicht. Das gesetzlich vorgeschriebene Impressum (§ 6 HPresseG) fehlt den „Vereins-Mitteilungen“ des TVS schon seit etlichen Jahren, die gesetzlichen Verpflichtungen nach § 7 und § 9 HPresseG werden ebenfalls nicht erfüllt.
Nach der feierlichen Einweihung der komplett neu errichteten Einfeld-Turnhalle der Zentgrafenschule als erster Frankfurter Einfeld-Schulturnhalle im energieeffizienten Passivhaus-Standard können mehrere Gruppen und Mannschaften des Vereins seit Sommer 2010 wieder komfortabel trainieren. Allerdings wurden die in der alten Halle vorhandenen Bodenhaken für Spannstufenbarren beim Neubau nicht berücksichtigt, so dass sich nun eine diesbezügliche Einschränkung des Turnbetriebes der erfolgreichen Leistungsriege ergibt und dieses Turngerät nicht mehr verwendet werden kann.
Die erste Herren-Handballmannschaft von Eintracht Frankfurt bildet mit dem Turnverein Seckbach in der Bezirksoberliga eine Spielgemeinschaft. Das gemeinsame Training findet in Seckbach statt. Im Volleyball spielt der Verein in Spielgemeinschaft mit der TG Römerstadt seit der Saison 2010/11 in der Bezirksliga. Im Tischtennis spielen Mannschaften des Vereins in der Bezirks- und Kreisliga sowie in der 2. Kreisklasse.
Im ersten und zweiten Quartal 2011 werden neue Sportangebote eingeführt: das auf Kampfsport basierende Fitnessangebot Tae Bo für Kinder und Akrobatik für Kinder und Jugendliche. 2012 übernahm Horst Delp den Vereinsvorsitz. Im Jahr 2016 übergab er die Leitung des Vereins an Friedhelm Dechert.

## Statistik

### Entwicklung des Mitgliederstandes

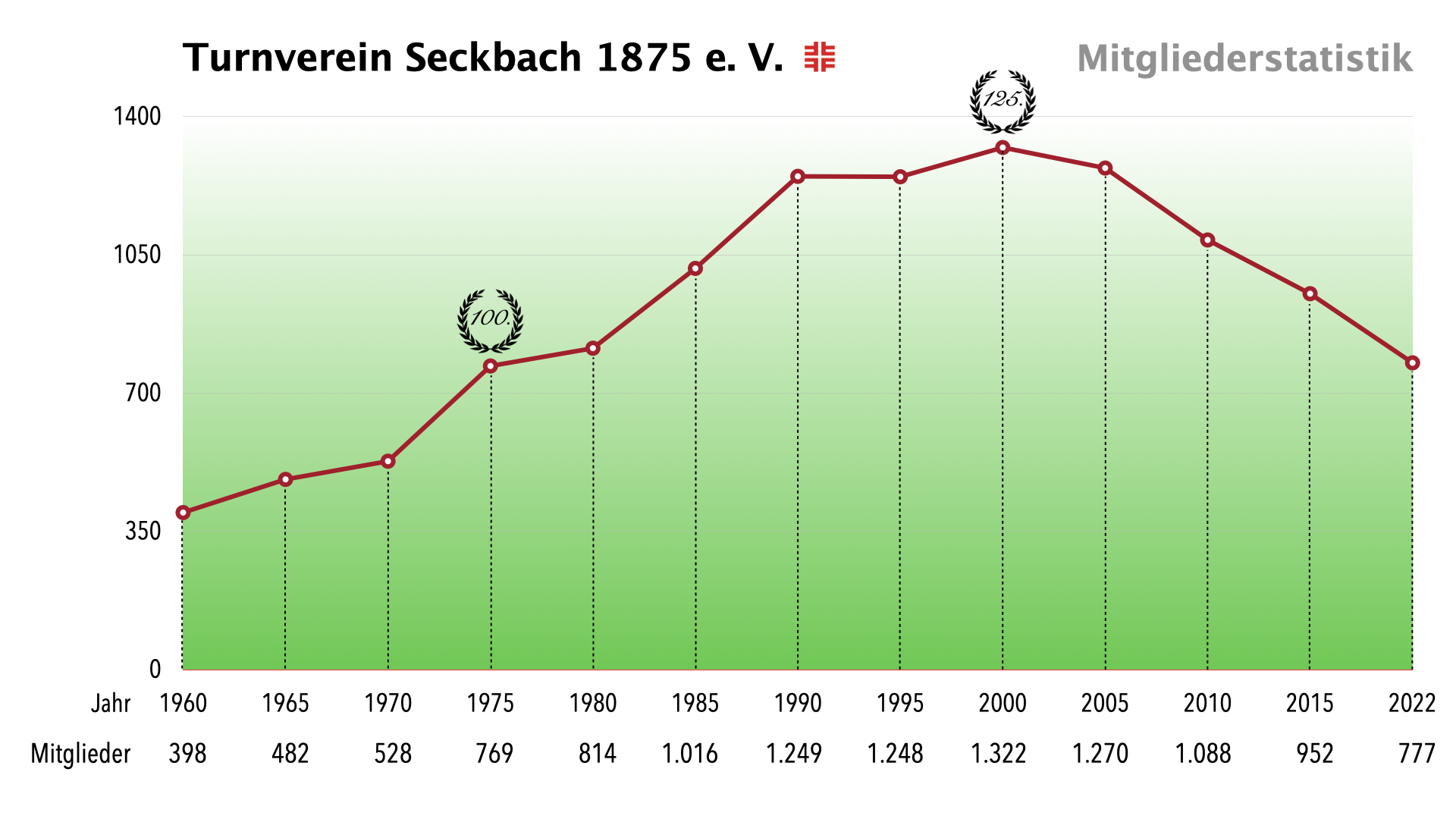
Grafik: Mitgliederstatistik 1960–2022, TV Seckbach 1875

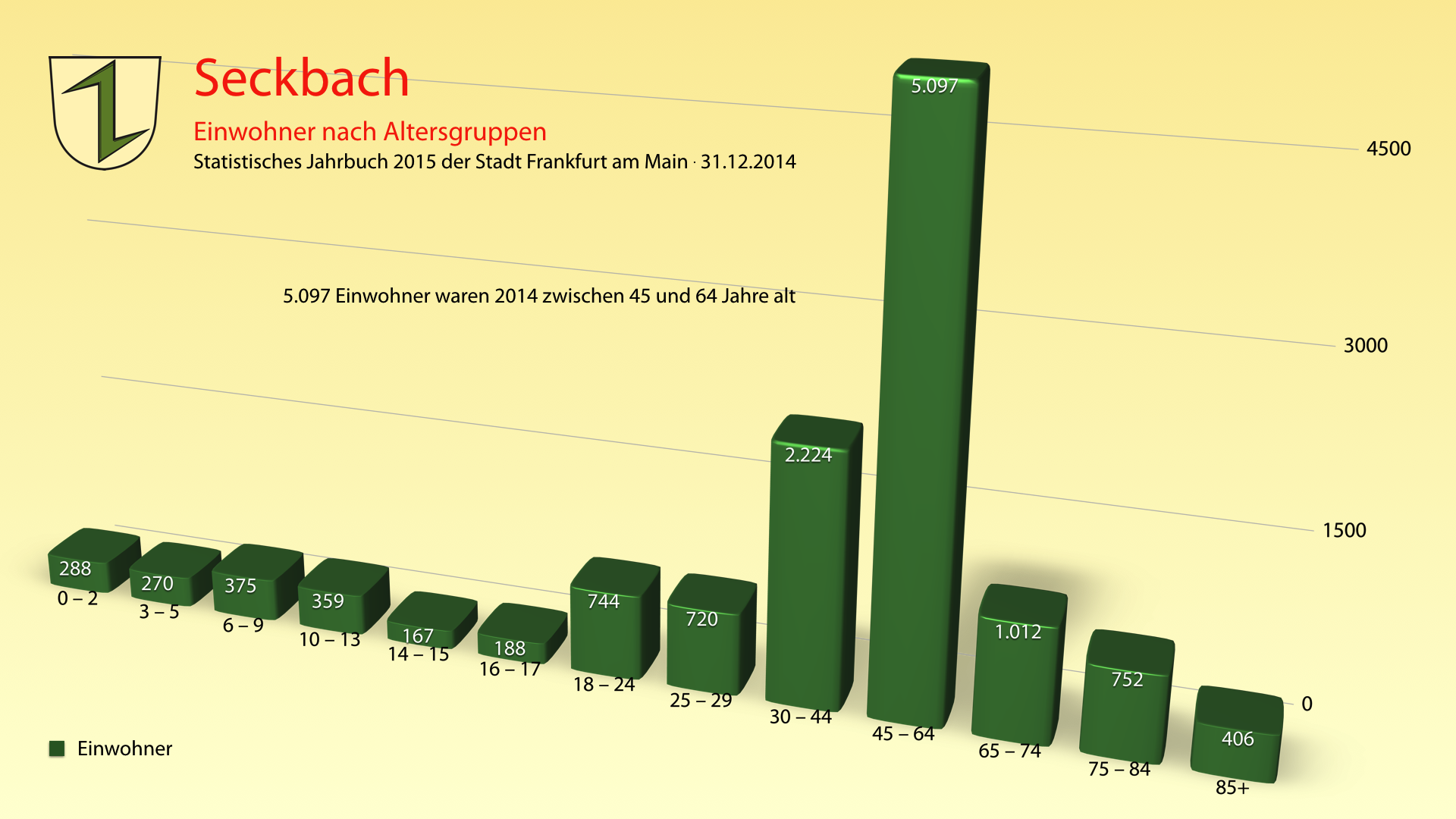
Grafik: Seckbachs Bevölkerung nach Altersgruppen

Bis zum Zweiten Weltkrieg nahm die Mitgliederzahl kontinuierlich zu. Der Erste Weltkrieg schien keine nennenswerten Auswirkungen gehabt zu haben. Vor, während und nach dem Zweiten Weltkrieg gab es hingegen einen spürbaren Mitgliederschwund. Ab 1950 stieg die Mitgliederzahl steil und unvermindert an. Ihr Höchststand lag per 1. Januar 2002 bei 1.350 Mitgliedern. Seitdem sind die Mitgliederzahlen jedoch erstmals seit dem Zweiten Weltkrieg stark rückläufig, während direkt benachbarte Vereine wie die Turngemeinde Bornheim 1860, die SG Enkheim oder der TV Bergen-Enkheim im gleichen Zeitraum durch zeitgemäße Konzepte und Angebote zum Teil sehr erhebliche Zuwächse verzeichneten, die TG Bornheim mit über 20.000 Mitgliedern sogar zum mitgliederstärksten Verein Hessens avancierte, indem sie ihre Sportangebote von einst 20 auf 184 erweiterte. Eine Vielzahl ehemaliger TVS-Mitglieder findet sich bei diesen Nachbarvereinen wieder. Bis 2015 – innerhalb von elf Jahren – verlor der TV Seckbach 29,5 Prozent seiner Mitglieder, mit deutlich beschleunigter Tendenz. Das entspricht der Zahl von 398 Mitgliedern, die dem Verein den Rücken gekehrt haben. Gleichzeitig entwickelte der Bevölkerungsstand Seckbachs während der letzten halben Dekade einen leichten Aufwärtstrend, ein Umstand, den der TVS mangels geeigneter Aktionen nicht für sich nutzen konnte. Der Mitgliederbestand des TV Seckbach hat sich somit auf das Niveau der frühen 1980er Jahre oder um knapp drei Jahrzehnte zurückentwickelt.
Zum 25., 50., 100. und 125. Jubiläum konnten beim TVS jeweils Mitgliederrekorde gefeiert werden, nur beim 75. Jubiläum 1950 war ein vorübergehender Tiefpunkt erreicht. Der Anteil von Kindern und Jugendlichen gegenüber den erwachsenen Mitgliedern ist in der Vereinshistorie ebenfalls Schwankungen unterworfen. Anfangs waren im Verein ausschließlich jüngere und ältere Männer aktiv, später kamen Jungen hinzu, erst dann die Frauen, noch viel später auch Mädchen. Der Anteil von Kindern und Jugendlichen im Verein erreichte Ende der 1970er und Anfang der 1980er Jahre seinen Höhepunkt. Per 1. Januar 2016 steht die Gruppe der über 41-Jährigen mit einem gewaltigen Anteil von mehr als 45 % im Vergleich zu relevanten Nachbarvereinen für eine deutliche Überalterung der Mitglieder, die sowohl der gesellschaftlichen Entwicklung als auch der des Stadtteils entspricht. Jugendliche werden durch die Angebote des TV Seckbach seit einigen Jahren offensichtlich wenig angesprochen, die Altersgruppe von 15–26 Jahren ist mit einem Anteil von rund 12 % im Verein extrem unterrepräsentiert. Allerdings entspricht dies der Situation im Stadtteil, wie man es der jährlichen Bevölkerungsstatistik entnehmen kann. Demgegenüber sind die Kinder im Alter bis 14 Jahre bei den Mitgliedern mit einem Anteil von rund 31 % vertreten. Mehrere Übungs-/Trainingsgruppen sind inzwischen zu Kleingruppen mit besonders geringer Besetzung geschrumpft, die das vorgehaltene Angebot an Übungs-/Trainings- bzw. Hallenstunden und den Einsatz bezahlter Übungsleiter/Trainer manchmal kaum noch rechtfertigen.

### Vereinsvorsitzende

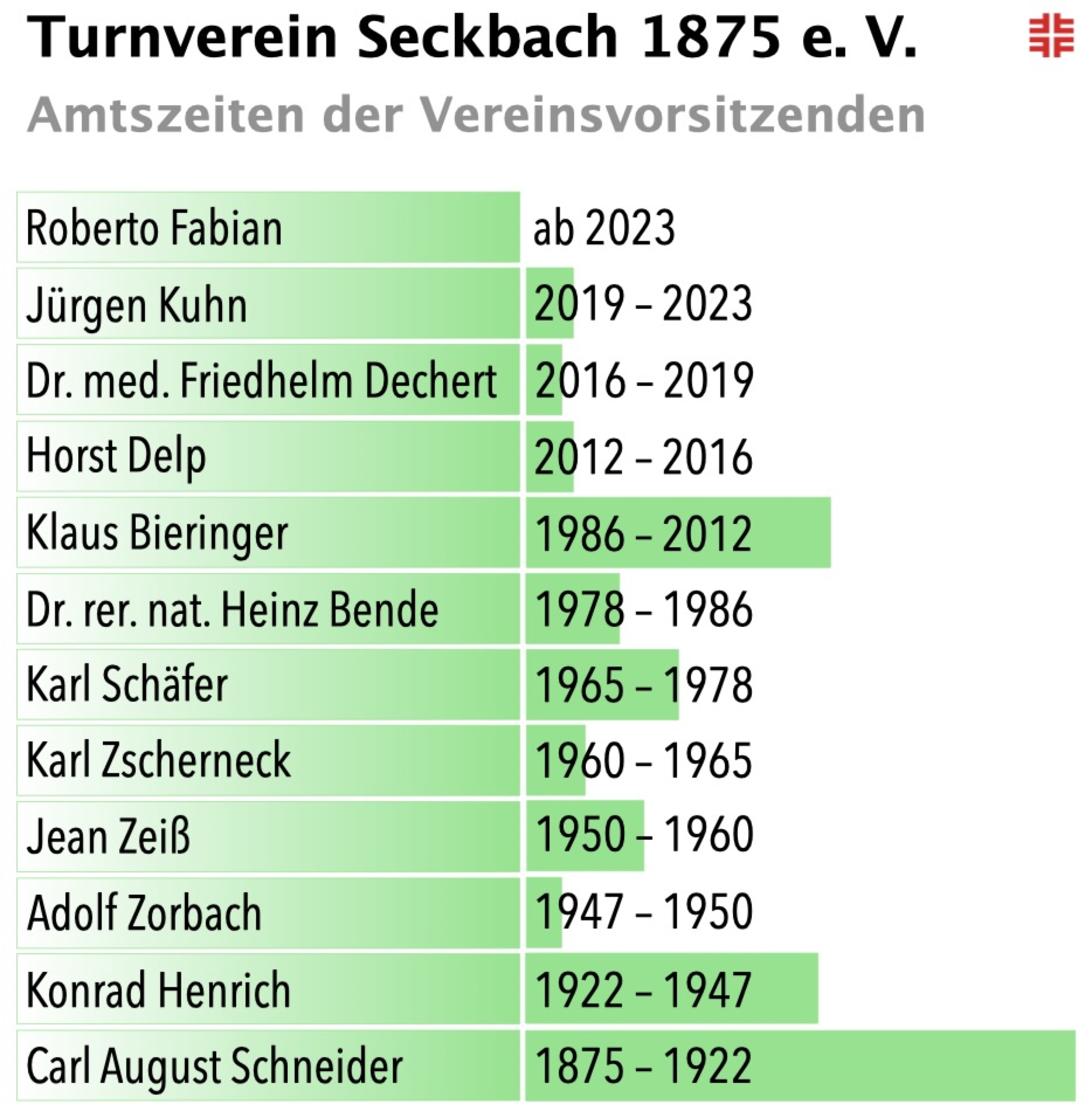
Amtszeiten-Statistik der Vorsitzenden seit der Vereinsgründung

Durchschnittlich 15,55 Jahre war jeder der Vereinsvorsitzenden ehrenamtlich für den TVS aktiv, in 140 Jahren (1875 bis 2015) gab es nur neun Personen, die dieses Amt ausgefüllt haben. Zurückzuführen ist dies insbesondere auf den Vereinsmitbegründer Carl August Schneider, der fast ein halbes Jahrhundert ununterbrochen den Vorsitz innehatte und damit die Messlatte für alle Nachfolgenden sehr hoch legte. Allerdings hatte Carl August Schneider den Vorzug, als aktiver Gerätturner schon in sehr jungen Jahren in dieses Amt gewählt worden zu sein, während seine Nachfolger erst in gesetztem Alter für würdig befunden worden waren, diese Funktion auszuüben. Die Länge der Amtszeit steht allerdings keineswegs für Kompetenz und Qualität, sondern eher für einen Mangel an der Bereitschaft Dritter zum Ehrenamt und teils auch für ein übermäßiges Festhalten der Amtsträger am Amt, ganz so, wie man es auch in der Politik beobachten kann.
Vergleicht man die Amtsjahre der einzelnen Herren mit den historisch belegbaren Fakten, dann wird eine Tendenz deutlich, die zeigt, dass „neue Besen“ vor allem zu Beginn ihrer Amtszeiten gut kehren, während sich der anfängliche Elan später abzuschleifen scheint, die „Reinigungswirkung“ meist deutlich nachlässt. Sehr häufig nach dem Neuantritt eines Vorsitzenden gab es bahnbrechende neue Entwicklungen, welche die Geschichte des Vereins bzw. des sportlich-kulturellen Stadtteil-Angebotes nachhaltig positiv beeinflusst haben.
Für diese beobachtete Tendenz sprechen die Einrichtung des Vereinsturnplatzes an der Schulstraße (heute: Hochstädter Straße) ab 1875 und die Gründung der Abteilung Singen 1878 unter Carl August Schneider, der Gewinn der deutschen Meisterschaften im Handball 1924 unter Konrad Henrich, der Wiederaufbau der vereinseigenen Halle von 1947 bis 1949 unter Adolf Zorbach, die Gründung der Tischtennis- und Karnevalabteilung 1950 sowie die Erstveranstaltung des Lohrbergfestes 1951 unter der Ägide von Jean Zeiß, die Begründung der seitdem regelmäßig publizierten „Vereins-Mitteilungen“ 1961 unter Karl Zscherneck, die Einführung der EDV sowie der erweiternde und modernisierende Umbau der vereinseigenen Halle unter Heinz Bende.

### Größte Erfolge
Der größte sportliche Erfolg des Vereins konnte am 15. Juni 1924 gefeiert werden. An diesem Tag gewann der Turnverein Seckbach 1875 die deutsche Handball-Meisterschaft der Deutschen Turnerschaft (DT) in Leipzig; damals handelte es sich noch um Feldhandball.
Das sportlich mit Abstand erfolgreichste Mitglied des Vereins ist Manfred Emmel, der 1954 im Alter von neun Jahren eingetreten und später sieben Jahre für den Verein als Trainer im Tischtennis der Jugendlichen tätig gewesen ist.
Im Hinblick auf die vom Verein veranstalteten Events ragt eindeutig das jährlich durchgeführte Lohrbergfest hervor, das Frankfurter Bergsportfest, das 2015 zum 65. Mal stattgefunden hat. Im Lauf von sechseinhalb Jahrzehnten zog es zigtausende jugendliche Sportler und Zuschauer in den Lohrpark auf Frankfurts Hausberg, den Lohrberg.

### Sportliche, gesellschaftliche und kulturelle Angebote

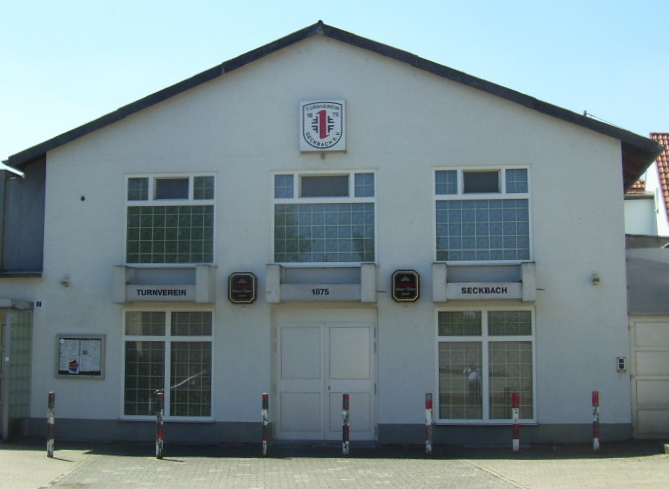
Barrierefreie Vereinshalle Am Schießrain

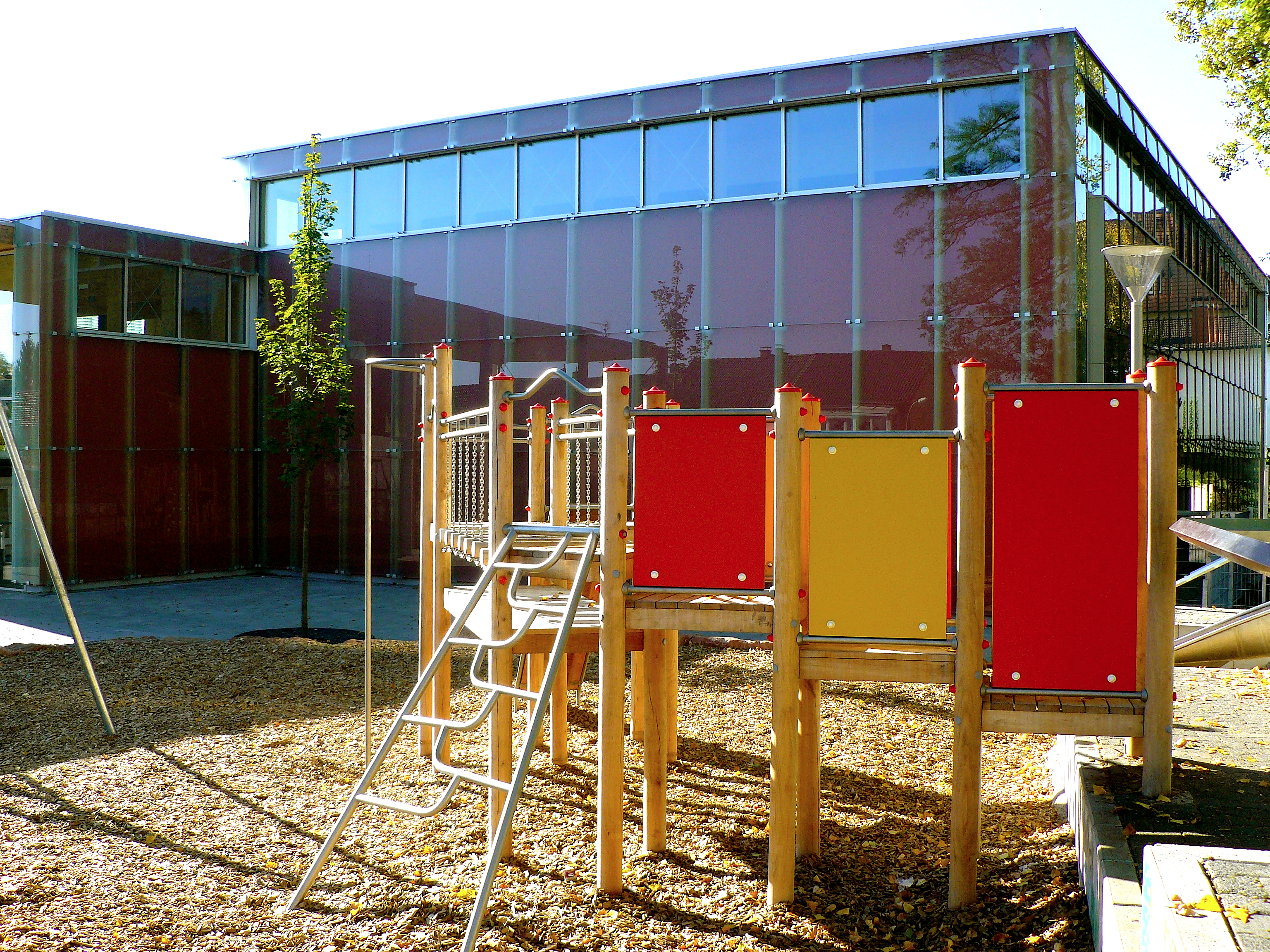
Barrierefreie Einfeld-Turnhalle der Zentgrafenschule

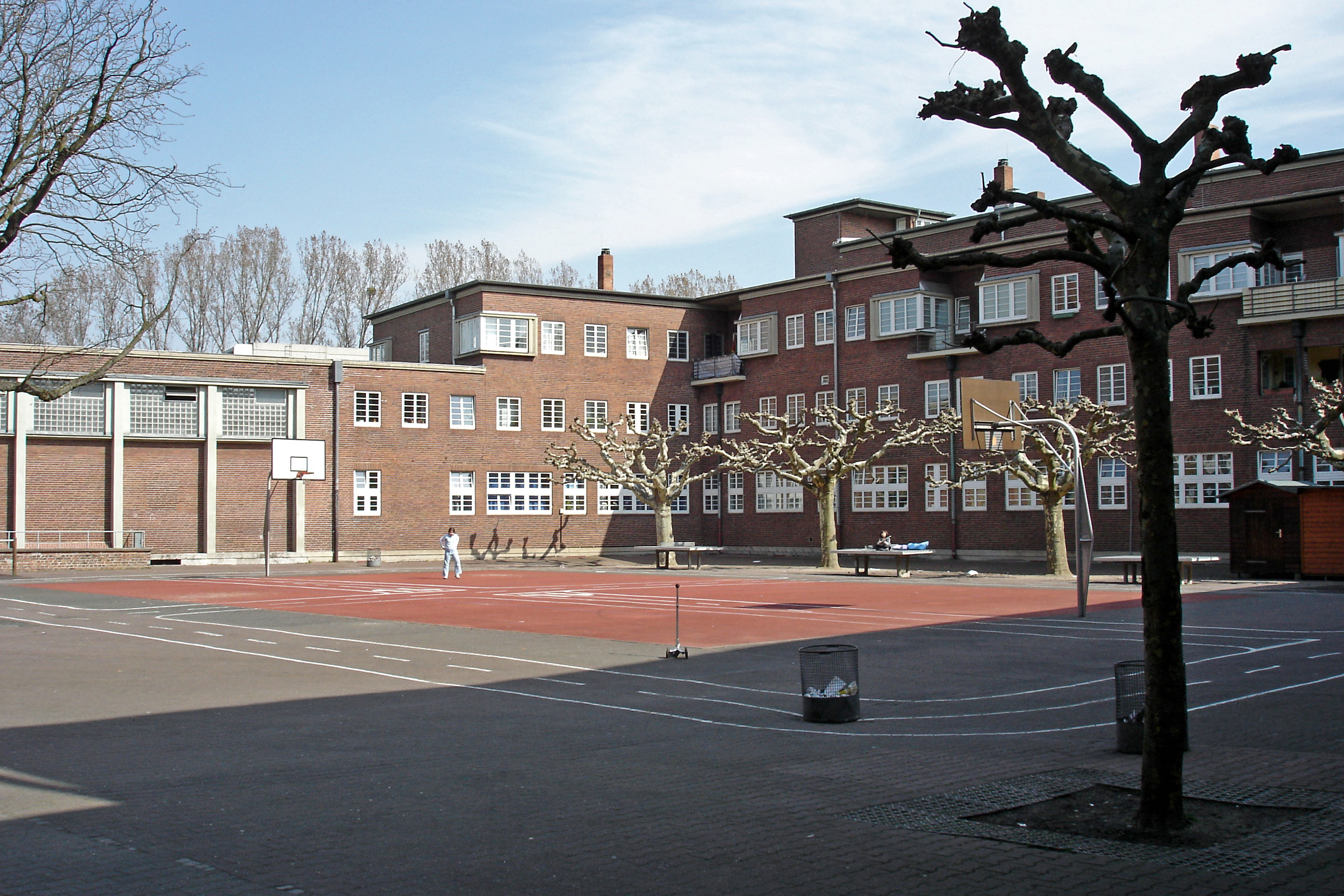
Einfeld-Turnhalle der Pestalozzischule

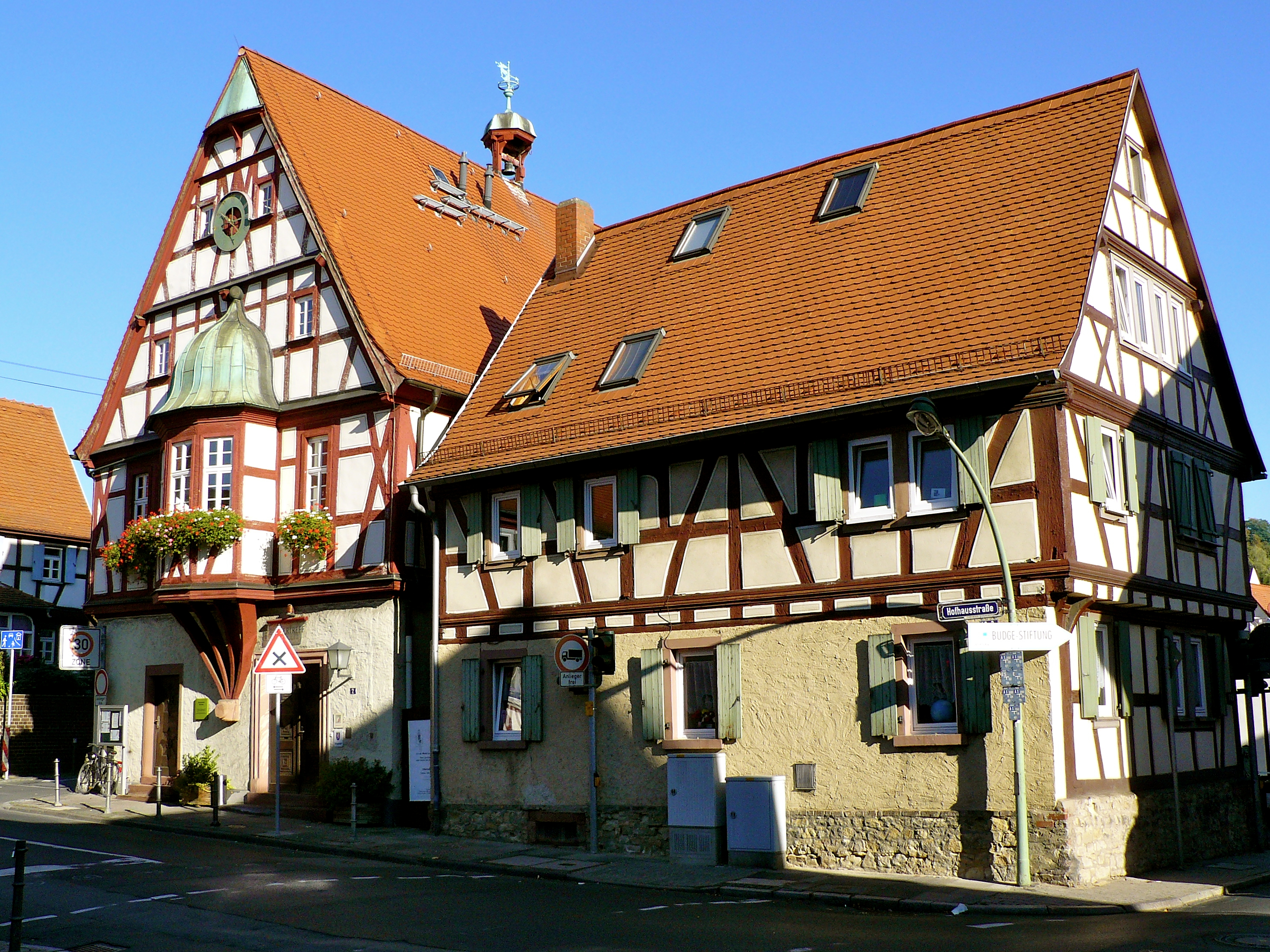
Bürgerhaus Seckbacher Rathaus

| Kinder                  | Jugendliche               | Erwachsene                             |
| ----------------------- | ------------------------- | -------------------------------------- |
| Ballett                 | Gardetanz                 | Aktiv bis 100                          |
| Eltern- und Kind-Turnen | Handball                  | Aqua-Fitness                           |
| Gardetanz               | Ju-Jutsu                  | Ballspiele (nicht leistungsorientiert) |
| Gerätturnen             | Konditionstraining        | Bauch-Beine-Po-Gymnastik               |
| Handball                | Leichtathletik            | Eltern- und Kind-Turnen                |
| Kindergarten-Turnen     | Leistungsturnen           | Fußball (Hallenfußball)                |
| Kinderturnen            | Lohrbergfest-Volunteering | Gesellschaftstanz                      |
| Leichtathletik          | Musical Dance             | Gesundheitssport für Senioren          |
| Leistungsturnen         | Ski-Gymnastik             | Handball                               |
| Modern Dance            | Step Aerobic              | Herzsport                              |
| Musical Dance           | Tischtennis               | Jazz Dance                             |
| Ski-Gymnastik           | Turnen                    | Konditionstraining                     |
| Tischtennis             | Volleyball                | Kultur                                 |
| Turnen                  | Wandern                   | Latin Dance Moves                      |
|                         | Yoga                      | Leichtathletik                         |
|                         |                           | Lohrbergfest-Volunteering              |
|                         |                           | Rückengymnastik                        |
|                         |                           | Seniorenturnen                         |
|                         |                           | Ski-Gymnastik                          |
|                         |                           | Step Aerobic                           |
|                         |                           | Stuhl-Gymnastik für Senioren           |
|                         |                           | Tanzsport                              |
|                         |                           | Tischtennis                            |
|                         |                           | Volleyball                             |
|                         |                           | Wandern                                |
|                         |                           | Wasser-Gymnastik                       |
|                         |                           | Wirbelsäulengymnastik                  |
|                         |                           | Yoga                                   |

### Sportstätten, Treffpunkte und Veranstaltungsorte
Die zur Verfügung stehenden Hallenstunden im Stadtteil reichen nicht aus, so dass auch Einrichtungen in benachbarten Stadtteilen in Anspruch genommen werden:
- Vereinsturnhalle Am Schießrain 2, Frankfurt-Seckbach
- Einfeld-Turnhalle der Zentgrafenschule, Eingang Wichernstraße, Frankfurt-Seckbach
- Dreifeld-Sporthalle der Friedrich-Ebert-Schule, Arolser Straße 11, Frankfurt-Seckbach
- Bezirkssportanlage Seckbach Süd, Hochstädter Straße 22 a, Frankfurt-Seckbach
- Einfeld-Turnhalle der Pestalozzischule, Vatterstraße 1, Frankfurt-Seckbach
- Schwimmbad Hufeland-Haus, Wilhelmshöher Straße 34, Frankfurt-Seckbach
- Seckbacher Rathaus, Hofhausstraße 2, Frankfurt-Seckbach
- Lohrpark-Spielwiese auf dem Lohrberg, Frankfurt-Seckbach
- Einfeld-Turnhalle der Linnéschule, Linnéstraße 18–20, Frankfurt-Bornheim
- Einfeld-Turnhalle der Helmholtzschule, Habsburgerallee 57–59, Frankfurt-Ostend
- Begegnungszentrum Riederwald, Am Erlenbruch 26, Frankfurt-Riederwald[24]

## Vereinseigene Halle/Veranstaltungssaal

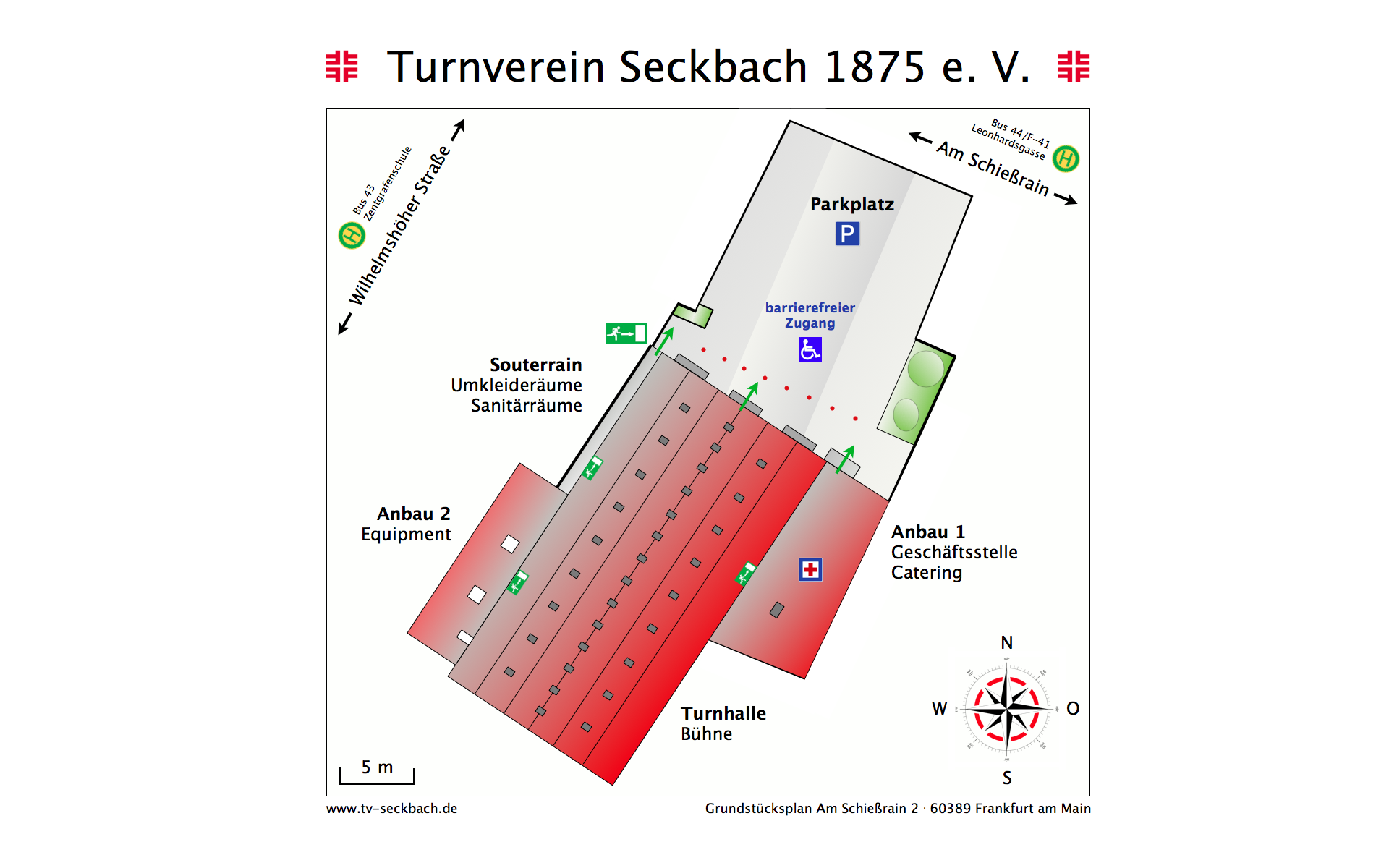
Vereinseigenes bebautes Grundstück im historischen Ortskern

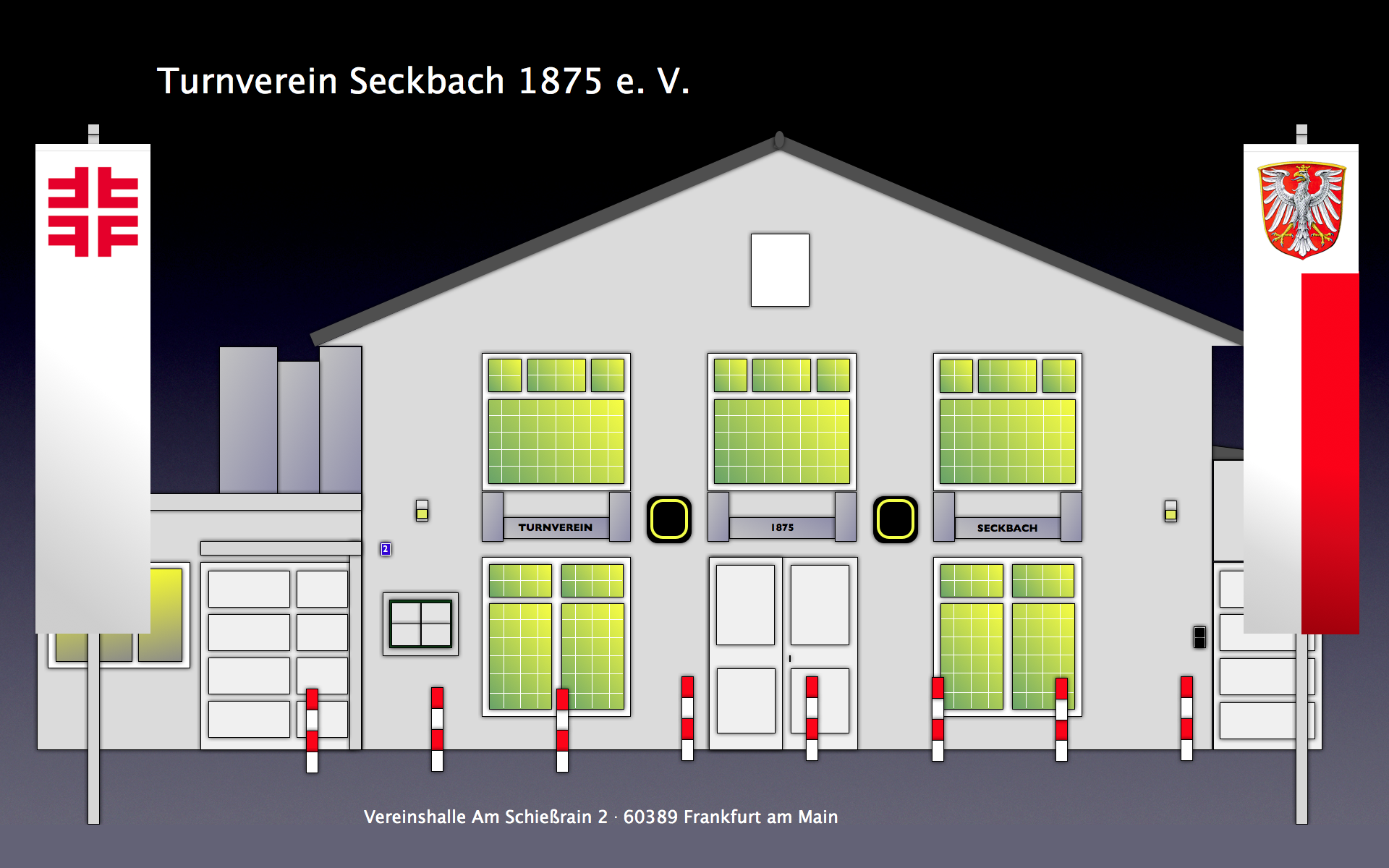
Vereinseigene Halle im historischen Ortskern, Am Schießrain 2

Die Turnhalle Am Schießrain 2 feierte im Jahr 2015 ihr 95. Jubiläum im Vereinsbesitz, sie wurde 1920 erworben und weitestgehend in Eigenleistung der Mitglieder von einem Tanzsaal in eine teils unterkellerte Turn- und Veranstaltungshalle mit Parkplatz, Geräte-Anbau, Bühne, Bar, Küche, Sanitär-, Umkleide- und Lagerräumen sowie Konferenzraum umgebaut. In den ersten rund 75 Jahren der Vereinsgeschichte genügte sie dem Bedarf, danach jedoch wurde es zunehmend eng. Aufgrund der aus heutiger Sicht als unglücklich zu bezeichnenden Maße und des Zuschnitts des Grundstücks stand jede denkbare Erweiterung und Modernisierung von vornherein unter der Prämisse nicht erreichbarer Wettkampfmaße. Das Umfeld des Grundstücks im historisch gewachsenen Ortskern Seckbachs zeichnet sich durch eine enge, kleinteilige und vielfach total verbaute Struktur aus. Die Vereinsvorstände wälzten immer wieder von Architekten erstellte Pläne, so auch im Vorfeld des 100. Jubiläums. Meist stand jedoch der kalkulierte finanzielle Aufwand in keinem guten Verhältnis zum maximal erzielbaren Ergebnis.
Die von den aktuellen Trends mehr und mehr geforderte Diversifikation des Freizeit- und Sportangebotes bedarf einer ungeheuren Vielzahl von Übungsstunden für die verschiedenen Gruppen nach Alter, Geschlecht und teilweise Leistungsniveau. Oft muss der Vorstand daher den überwiegenden Anteil seiner Arbeit auf die organisatorischen Voraussetzungen eines umfassenden sportlichen, gesellschaftlichen, kulturellen und sozialen Angebots ausrichten. Nur durch das im Lauf der letzten Jahrzehnte und Jahre gewachsene Übungszeiten-Angebot in weiteren Schulturnhallen, auf Sportplätzen und Grünflächen sowie durch Kooperationen beim Trainings- und Wettkampfbetrieb einzelner Mannschaften kann der Verein heute ein derart komplexes Freizeitangebot vorhalten. Die dauernde Instandhaltung der Halle und des Grundstücks zum Vorteil aller Nutzer ist vorrangig engagierten Menschen wie Rudi Kampa (†) und Heinz Mattke (†) zu verdanken, die wegen ihres jahrzehntelangen Engagements beispielhaft Erwähnung finden sollen.

### Sportbetrieb
Seit ihrem Erwerb dient die Halle vorrangig dem Sportbetrieb des Vereins. In den ersten Jahrzehnten bestand sie neben dem Turnplatz an der Schulstraße (heute: Hochstädter Straße) und wurde daher insbesondere bei widriger Wetterlage und in der kalten Jahreszeit zum Gerätturnen genutzt. Auch die Handballer trainierten und spielten ab den frühen 1920er Jahren im Freien, da seinerzeit Feldhandball betrieben wurde. In den Fokus geriet die Halle erstmals nach ihrem kriegsbedingten Wiederaufbau ab 1950, als die Tischtennisspieler und die Karnevalisten ihre Abteilungen gründeten. Beide waren ebenso auf die Vereinshalle angewiesen wie die Kinder der Zentgrafenschule, die bis 1964 über keine eigene Turnhalle für den Schulsport verfügten. Der Bau der Schulturnhalle entlastete nicht nur die Vereinshalle, sondern war auch Startsignal für den Ganzjahresbetrieb neu entstandener Abteilungen wie Faustball und Volleyball ab den 1960er und 1970er Jahren. Dies vor allem vor dem Hintergrund, dass die Vereinshalle für die meisten Sportarten keine wettkampfgerechten Bedingungen bieten kann. Wie abhängig das Übungsangebot vieler Vereine von äußeren Einflüssen ist, zeigten zuletzt der Abriss und Neubau der Turnhalle der Zentgrafenschule 2009/10, die nun in modernem, umweltgerechten und barrierefreien Ambiente wieder zur Verfügung steht. Allerdings wurden dort benötigte Bodenhülsen für Turngeräte nicht berücksichtigt, so dass das leistungssportliche Trainingsangebot des Vereins trotz turnerischer Erfolge bei Hessenmeisterschaften eingeschränkt ist. Die alte Vereinshalle ist ohnehin für vieles zu beengt.

### Veranstaltungen
Die multifunktionale Vereinshalle lässt sich inzwischen nur noch traditionell und umgangssprachlich als Turnhalle bezeichnen, dient sie doch heute lediglich zu einem Bruchteil dem Turnen. Neben internen Veranstaltungen wie Gruppen-, Abteilungs- und Vereinssitzungen (zum Beispiel die Jahreshauptversammlung zur Entlastung und Wahl des Vorstandes) können dort der traditionelle Handballerabend, Advents-, Nikolaus- und Weihnachtsfeiern, in der verrückten Jahreszeit die Sitzungen der Karnevalisten Die Meckerer, deren Heringsessen am Aschermittwoch, Kunstausstellungen, Lesungen, Beamer-Präsentationen, Reden und Vorträge, Wahlveranstaltungen, Filmvorführungen, Skat- und Schachturniere, Computer- und Internetkurse sowie vieles mehr stattfinden. Dafür stehen unter anderem eine Bühne mit Nebenräumen, Licht- und Tontechnik sowie Catering-Optionen zur Verfügung.

### Geschäftsstelle
Der Anbau bzw. Vorraum der Vereinshalle dient wöchentlich als Anlaufstelle für Interessenten und Mitglieder, um in der Geschäftsstelle des Vereins Informationen und Angelegenheiten ihrer Mitgliedschaft abzuklären. Diese ist persönlich, telefonisch, per Briefpost und per E-Mail erreichbar.

### Öko-Check
Durch qualifizierte Energiesparmaßnahmen konnte der jährliche Gasverbrauch in der Vereinsturnhalle Am Schießrain um knapp zwei Drittel reduziert werden. Für eine neue Heizungsanlage gab es Zuschüsse der Stadt Frankfurt, des Landes Hessen und des Landessportbundes Hessen. Trotz eines um 40 Prozent gestiegenen Gaspreises bedeutet dies für den Verein p. a. eine spürbare finanzielle Entlastung. Dämmmaterial an der Außenfassade und eine neue Hallenbeleuchtung sollen weitere Einsparungen ermöglichen. Insgesamt wurden bis zu 75 Prozent der Kosten für diese Maßnahmen erstattet.

## Lohrbergfest

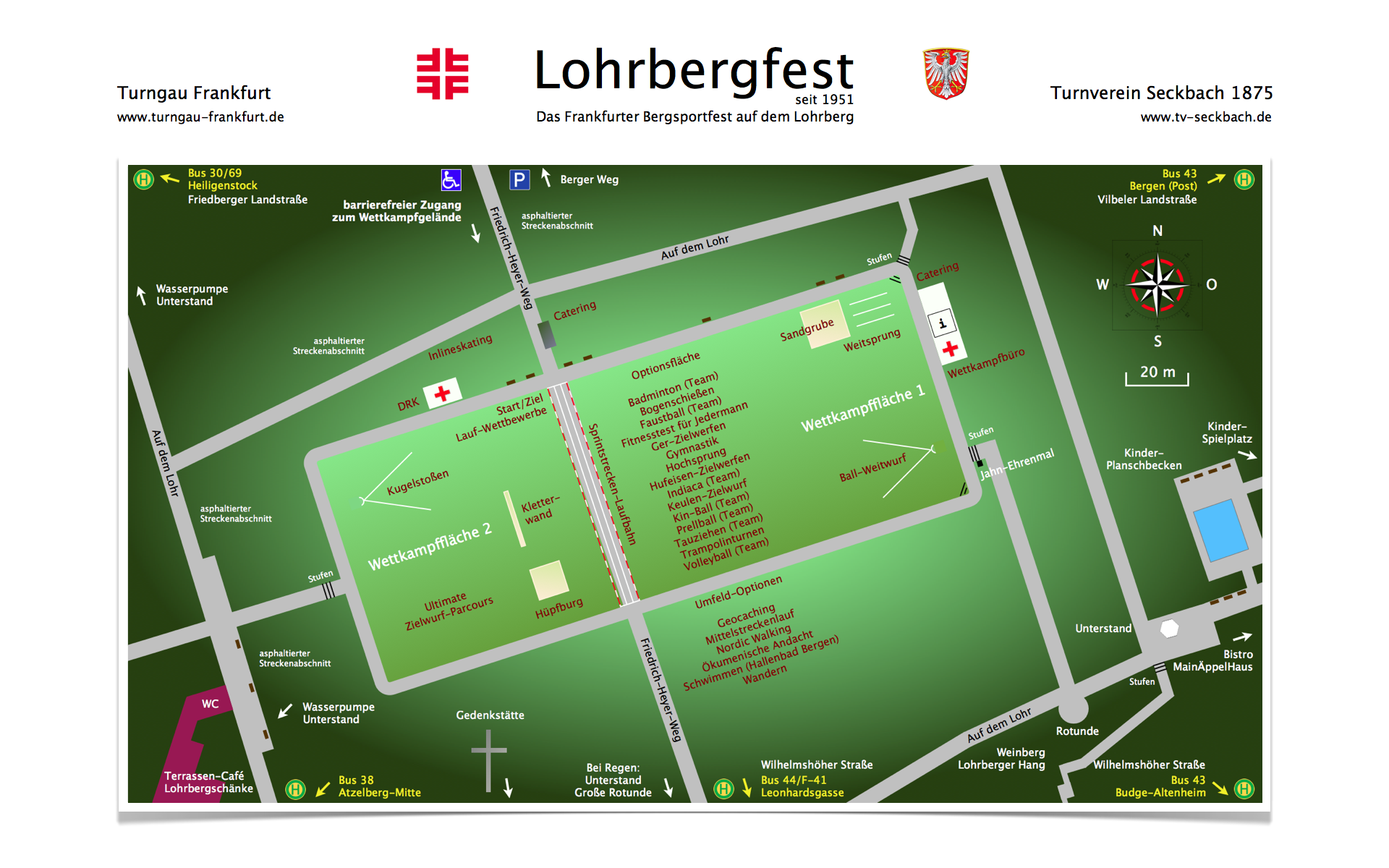
Graphik: Lohrbergfest

Seit dem Jahr 1951 richtet der Turnverein Seckbach auf Initiative von Karl Zscherneck beim damaligen Frankfurter Oberbürgermeister Walter Kolb in Absprache mit dem Sportamt Frankfurt am Main das Frankfurter Bergsportfest für den Turngau Frankfurt aus. Das breitensportlich orientierte Lohrbergfest bietet rein leichtathletische Wettkämpfe für Kinder und Jugendliche Frankfurter und Bad Vilbeler Sportvereine. Es findet jährlich im Mai auf der großen Spielwiese des Lohrparks auf dem Lohrberg statt, bei widriger Witterung gibt es stets einen Ausweichtermin im September. Organisator ist heute Kurt Sämann. Gegenüber den früher erreichten Teilnehmerzahlen sind diese jedoch seit Jahren um mehr als 60 Prozent gesunken.